# L’Artisanale
L’Artisanale – wytwórnia bul do pétanque. Wytwórnię założył w 1996 w Saint-Étienne Edouard Dessauze. L’Artisanale w oparciu o patent własny założyciela produkowało kule o unikalnej precyzji wykonania, wytwórnia została wykupiona przez Obut.
Szczególną cechą produkowanych przez L’Artisanale bul była „doskonała kulistość” powierzchni zewnętrznej i wewnętrznej. Możliwe było to przez metodę alternatywną dla powszechnie stosowanej techniki produkcji. Z wyjątkiem bul z brązu, gdzie które odlewane są w całości, wszystkie profesjonalne kule do gry składają się z zespolonych ze sobą metalowych czasz (półkul). Czasze powstają na skutek przeformowania w specjalnych urządzeniach metalowego dysku lub walca po jego uprzednim rozgrzaniu. Stosowana jest przy tym metoda obróbki plastycznej metalu. Czasze do produkcji bul według patentu Edouarda Dessauze uzyskiwane były na skutek mechanicznej obróbki metalowych bloków (klocków) z procesie opatentowanych metod obróbki skrawaniem. W ten sam sposób obrabiana była zarówno część wewnętrzna jak i zewnętrzna czasz.
W przeciwieństwie do większości znanych marek bul, które są produkowane maszynowo i seryjnie, bule L’Artisanale były produkowane ręcznie.
Po roku 2007 w nieujawnianych warunkach i okolicznościach wytwórnia została wykupiona przez Obut. 
Od tamtego czasu patent produkcji „doskonale kulistych” bul nie jest w użyciu. 
Bule marki L’Artisanale znajdują się nadal w wykazie sprzętu oficjalnie dopuszczanego go gry przez Międzynarodową Federację Petanque i Gry Prowansalskiej.